# 巴洛达巴扎尔
巴洛达巴扎尔（Baloda Bazar），是印度恰蒂斯加尔邦Raipur县的一个城镇。总人口22853（2001年）。

## 人口
该地2001年总人口22853人，其中男性11737人，女性11116人；0—6岁人口3306人，其中男1699人，女1607人；识字率68.91%，其中男性为76.83%，女性为60.55%。